# 田中重太郎

田中重太郎

田中 重太郎（たなか じゅうたろう、1917年7月7日 - 1987年5月16日）は、日本の国文学者。学位は文学博士。京都市出身。戦後、平安文学研究会を主宰し、「平安文学研究」全80輯（1949年 - 1988年）を刊行、当時の中古文学研究者に研究成果公表の誌面を提供した。娘の田中雅子（2011年没）は「塔」短歌会に所属する歌人であった。

## 経歴
1936年、19歳で高等教員資格検定試験(文検)合格。立命館中学校教諭などを経て1959年に相愛女子短期大学（現相愛大学）教授。のちに駿台予備学校京都校などで講師も勤めている。
『枕草子』研究で知られ、1947年に日本古典全書（朝日新聞社）の校註を行った際には、「草子」や「草紙」ではなく、作品本来の意味に即して「冊子」と書き表すべきであるとして、「枕冊子」の表記にこだわり続けた。
『枕草子』の写本は大きく4系統に分類される。江戸時代に北村季吟が『枕草子春曙抄』を刊行してから大正期まで流布本の主流であったのが能因本である。これに代わって、昭和初期に池田亀鑑が本文解釈上の優位性を提唱したのが三巻本であり、これを善本とする立場から、田中も日本古典全書でも底本に三巻本を採用した。いっぽう、1953年に『校本枕冊子』を刊行した際には、当時、学界で依然として広く支持されていた能因本（三条西家旧蔵本）を底本として採用している。さらに、1972年より『枕冊子全注釈』（角川書店）全5巻の刊行を開始した際にも、『校本枕冊子』の本文に対する注釈を補完するため、能因本を底本に採用した。なお、「凡例」に、註釈の礎稿は森本茂(1928-1996)の手になると明記されている。五巻目は、能因本にない三巻本章段の註釈である。
『全注釈』の刊行開始より11年目の1983年に第4巻が刊行された後、最終巻を残して1987年に田中は逝去。享年71（満69歳没）。第5巻は鈴木弘道が田中の遺稿を基に作業を継承したが、鈴木も完成を待たず1992年に逝去し、最終的に中西健治の手で完成、1995年に第1巻発売より23年を費やして完結した。田中が生前に収集した『枕草子』関連の資料群を始めとするコレクションは、現在、相愛大学図書館で春曙文庫（しゅんしょぶんこ）として所蔵されている。

## 主な著書
- 枕冊子（朝日新聞社・日本古典全書、1947年）
- 清少納言枕冊子の研究（古典文庫、1947年）
- 堺本枕冊子（古典文庫、1948年）
- 前田家本枕冊子新註（古典文庫、1951年）
- 校本枕冊子（古典文庫、1953年 - 1969年）
- 枕冊子本文の研究（初音書房、1960年）
- 評釈枕冊子 解釈と文法（旺文社、1968年）
- 清少納言枕冊子研究（笠間書院、1971年）
- 枕冊子全注釈 全5巻（角川書店、1972年 - 1995年）
- 枕冊子上・下（旺文社文庫、1973年 - 1974年）
- 枕冊子三十五年（笠間書院、1975年）
- 校注枕冊子（笠間書院、1975年）

## 関連文献
- 鈴木徳男「国文学者田中重太郎の『枕草子』研究」『近代化と学問』、相愛大学総合研究センター、2016年3月、55-74頁、CRID 1050001337636164608。